# آنجیاجیا
آنجیاجیا (به لاتین: Anjiajia) یک منطقهٔ مسکونی در ماداگاسکار است که در آمباتو-بوئنی واقع شده‌است. آنجیاجیا ۱۳٬۰۰۰ نفر جمعیت دارد و ۲۷ متر بالاتر از سطح دریا واقع شده‌است.